# Vida Imobiliária
Vida Imobiliária é uma publicação em língua portuguesa com foco no sector imobiliário. A revista é publicada há 17 anos em Portugal e, desde 2008, é publicada também no Brasil, Angola e Moçambique.
Além da versão impressa, a publicação está disponível também através da internet e newsletters.

## Crescimento
A empresa busca a expansão de suas atividades e em 2008 surge o projecto Vida Imobiliária Brasil, dirigido por Luiz Sampaio.
Em 2009 com os desdobramentos da crise económica de 2008-2009, que abalam severamente o sector imobiliário, a Vida Imobiliária diversifica suas atividades e atua como elo para potencializar o investimento e a ligação entre as diversas empresas. Nesse mesmo ano, com o crescimento do interesse dos investidores nos PALOP, é apresentado o projecto Vida Imobiliária Angola.